# Бретт Халлидей
Бре́тт Холлидей (англ. Brett Halliday, настоящее имя Дэвис Дрессер, англ. Davis Dresser; 1904—1977) — американский писатель.
Мастер детектива. Прославился в 1940 году, сразу после того, как вышел его первый роман «Заработать на смерти». Главный герой его произведений частный детектив Майкл Шейн, о котором автор создал 50 книг. Общее количество проданных экземпляров книг этой серии достигло только в США 30 млн.

## Произведения
- Необычный круиз
- Красное платье для коктейлей
- Два часа до полуночи
- Вызывают Майкла Шейни
- Билеты на тот свет
- Труп, которого не было
- Частная практика Майкла Шейни
- Смерть в шутовском колпаке
- Кровь в Бискайском заливе
- Смерть замыкает круг
- Блондинка сообщает об убийстве
- Умри как собака
- Когда танцует Доринда
- Заработать на смерти
- Очаровательный убийца
- Майкл Шейн и белокурая сирена
- Тела лежат там, где мы их находим
- Сокровище стережет смерть
- Интриги Эдны Тейлор